# Bulinus camerunensis
Bulinus camerunensis é uma espécie de gastrópode da família Planorbidae.
É endémica de Camarões.